# 頼富本宏
頼富 本宏（よりとみ もとひろ、1945年4月14日 - 2015年3月30日）は、日本の仏教学者（密教学専攻）、僧侶（東寺真言宗・実相寺住職）。種智院大学密教資料研究所所長・学術顧問。種智院大学名誉教授・元学長。空海研究、曼荼羅思想研究に加え、インド・チベットの密教遺跡の現地調査も数度行っている。

## 経歴
出生から修学期
1945年、香川県大川郡大川町で生まれた。神戸・實相寺開山で第1世住職であった父・頼富本信を師僧とし、1959年7月に同寺において得度。兵庫県立神戸高等学校で学び、1964年に卒業。同年4月、京都大学文学部に入学。文学部仏教学専攻で学ぶ一方、同年5月には東寺真言宗より度牒を得た。1966年8月には淡路・万福寺にて4ヶ月に及んだ四度加行を成満。1968年3月、京都大学文学部を卒業し、同大学大学院文学研究科修士課程(仏教学)に進学した。同年12月21日、京都・醍醐寺において伝法灌頂入壇(三宝院流憲深方)を果たした。1970年に修士課程を修了し、博士課程(仏教学)に進学。1973年3月、博士課程を単位取得後満期退学。
密教学僧として
1973年4月、種智院大学仏教学部の専任講師となった。1976年4月、同助教授に昇格。学界では、日本密教学会理事となった。1988年、学位論文『密教仏の研究：文献・美術遺品両面からの研究』を京都大学に提出して文学博士の学位を取得。
1998年4月、国際日本文化研究センター・総合研究大学院大学文化科学研究科教授に就いた。一方で、種智院大学の客員教授についても兼務。2002年10月、種智院大学第10代学長に就任。2011年、種智院大学を定年退職し、名誉教授および同大学学術顧問となった。
2015年、膵臓がんのため遷化。本葬は神戸市内の本願寺神戸別院で営まれた。

## 受賞・栄典
- 1982年：朝日学術奨励賞を受賞。
- 1995年：密教学芸賞を受賞。

## 研究内容・業績
インドから日本に及ぶアジアの密教文化・密教美術を研究テーマとした。研究の一方で、密教図像学会の発展に尽力し、後進を育成する土台を築き、またNHK番組等に出演し、密教教学と文化をわかりやすく一般に説いた。

## 著書
- 『中国密教の研究 般若と賛寧の密教理解を中心として』大東出版社 1979
- 『庶民のほとけ 観音・地蔵・不動』NHKブックス 1984
  - 改題『観音・地蔵・不動 庶民のほとけ』角川ソフィア文庫 2024
- 『マンダラの仏たち』東京美術選書 1985
- 『密教寸描』大東出版社 1986
- 『密教－悟りとほとけの道』講談社現代新書 1988
- 『密教とマンダラ その万華鏡的世界』日本放送出版協会 1990
  - 改訂 (NHKライブラリー) 2003
  - 文庫版 講談社学術文庫 2014
- 『十三仏功徳物語』総本山善通寺編 1990[4]
- 『密教仏の研究』法藏館 1990
- 『曼荼羅の鑑賞基礎知識』至文堂 1991
- 『マンダラ講話 密教の智恵』朱鷺書房 1996
- 『「大日経」入門－慈悲のマンダラ世界』大法輪閣 2000
  - 新装版 2020年
- 『あなたの密教　明日を生きる手立て』法藏館 2002
- 『空海と密教 「情報」と「癒し」の扉をひらく』PHP新書 2002
  - 改訂版 PHP 2015
  - シリーズ再版 吉川弘文館(読みなおす日本史) 2023　ISBN　9784642075244
- 『わたしの密教 今日を生きる智恵』法藏館 2002
- 『空海 平安のマルチ文化人』NHK人間講座：日本放送出版協会 2003
  - 改訂版 NHKライブラリー 2005
- 『すぐわかるマンダラの仏たち』東京美術 2004
- 『『金剛頂経』入門　即身成仏への道』大法輪閣 2005
  - 新装版 2020年
- 『四国遍路とはなにか』角川選書 2009
- 『日中を結んだ仏教僧　波濤を超えて決死の渡海』農文協 2009
- 『曼荼羅講伝抄録』同朋舎メディアプラン 2013

### 共著
- 『関西御利益の寺社』 白木利幸と共著 朱鷺書房 1993
- 『密教仏像図典 インドと日本のほとけたち』 下泉全暁共著 人文書院 1994
- 『写経の鑑賞基礎知識』 赤尾栄慶共著 至文堂 1994
- 『空海の歩いた道 残された言葉と風景』永坂嘉光写真 小学館 2003
- 『曼陀羅の思想』 鶴見和子と共著 藤原書店 2005

### 編著
- 『図解雑学シリーズ 般若心経』編著 今井淨圓・那須真裕美著 ナツメ社 2003
- 『聖なるものの形と場』編 法藏館 2004
- 『大日如来の世界』編著 春秋社 2007
- 『史上最強図解 般若心経入門』編著 下泉全暁・那須真裕美著 ナツメ社 2012

### 共編著
- 『これからの真言宗葬儀法要法話 事例死因男女世代別体系』四季社 1996

宮坂宥勝監修、橋爪良恒・山田一眞・栗山秀純共編
- 『インド密教』立川武蔵、春秋社 1999
- 『チベット密教』立川武蔵、春秋社 1999
- 『中国密教』立川武蔵、春秋社 1999
- 『日本密教』立川武蔵、春秋社 2000
- 『道教的密教的辟邪呪物の調査・研究』大形徹・坂出祥伸共編 BNP・星雲社 2005

### 翻訳
- 『中国密教』(大乗仏典 中国・日本篇 8) 中央公論社 1988

「大日経（抄）・金剛頂経（抄）・菩提心論・摂無礙経」を収録
- 『空海』(日本の仏典 2) 筑摩書房 1988[5]

「弁顕密二教論・即身成仏義・声字実相義・吽字義・般若心経秘鍵・請来目録」を収録
- 増訂版『空海コレクション』（1・2）、ちくま学芸文庫 2004

1. 1は「秘蔵宝鑰・弁顕密二教論」を収録
2. 2は「即身成仏義・声字実相義・吽字義・般若心経秘鍵・請来目録」を収録

- 『現代語訳一切経 2』大東出版社 1997

「大唐故大徳贈司空大弁正広智不空三蔵行状」を収録
- 『弘法大師空海　法華経開題 傍訳』編著 宮坂宥勝監修 四季社 2010

### 監修
- 『西蔵図像聚成』宮坂宥明共監修 四季社 2001
- 『図解雑学 空海』監修 ナツメ社 2003
- 『続・真言宗1分3分5分法話事例別集成』吉田宏晢共監修 四季社 2005
- 『日本占法大全書』 佐々木宏幹、藤井正雄、山折哲雄共監修 四季社 2006
- 『曼荼羅1分3分5分法話実例集成』監修 四季社 2007
- 『ブッダを知りたい。 知られざるお釈迦様の素顔と仏教文化のすべて』監修 学研パブリッシング 2011
- 『仏像のなぞとひみつ 種類から時代による造形の違いまで、仏像の見方を詳しく紹介 より深くより楽しく』監修 学研雑学百科 2011
- 『入門日本の仏教宗派 私たちの国の仏教、その秘密に迫る』監修 学研パブリッシング 2013
- 『空海と高野山 世界遺産・天空の聖地・開創1200年』PHP研究所 2015

### 記念論文集
- 『マンダラの諸相と文化 頼富本宏博士還暦記念論文集』法藏館 2005

### 論文
- CiNii>頼富本宏
- INBUDS>頼富本宏